# Aşağı Noxudlu
Aşağı Noxudlu è un comune dell'Azerbaigian situato nel distretto di Salyan. Conta una popolazione di 1 716 abitanti.